# 桂男
桂男（かつらおとこ）は、中国の神話において月に住んでいるとされる伝説上の住人、または日本の妖怪。前者の意味から「桂男」は「美男」のことをさす慣用句としてもつかわれる。

## 概要
月で木を切り続ける桂男の物語（「呉剛伐桂」）は、中秋節の起源に関する中国神話の三つのエピソードの一つで、月のウサギ（玉兎）がいる理由などがこの「呉剛伐桂」で説明されている。
桂男の伝説にはいくつか種類がある。

### 伝説1
呉剛の妻が炎帝の孫伯陵戦国期から漢代にかけて成立した『山海経』の「海内経」には、呉剛を「呉権」と記して、

炎帝之孫伯陵，伯陵同吳權之妻阿女緣婦，緣婦孕三年，是生鼓、延、殳。始為侯，鼓、延是始為鍾，為樂風。

炎帝には伯陵という孫がある。伯陵は呉権の妻阿女缘と密通し、阿女缘は三年のあいだ妊娠して鼓、延、殳の三人の子を産んだ。殳は「箭靶」を発明し、鼓と延は「鍾（鐘）」を発明し、楽曲と音律を創始した。
という一節がある。

### 伝説2
唐末（860年ごろ）に編纂された『酉陽雑俎』には、きわめて簡潔に、以下の記述がある。

舊言月中有桂，有蟾蜍，故異書言月桂高五百丈，下有一人常斫之，樹創隨合。人姓吳名剛，西河人，學仙有過，謫令伐樹。
昔の言い伝えには、月には桂の木があり、ヒキガエルがいると。故に別の書にはいう。月の桂の木（モクセイのことをさす）は高さが500（約1500メートル）、下に一人の男がいていつもこれを伐っているが、切り傷は塞がってしまう、と。男は姓は呉、名は剛、西河の人で、仙術を学んでいたが過ちがあり、配流されて樹を切らされている、と。

### 中国文学に登場する「呉剛伐桂」
李白の「贈崔司戶文昆季」には次のような一節（第25、26句）がみられる。

欲折月中桂，持爲寒者薪。

### 日本における流伝
桂男の伝説は早い時期から日本にも伝わっており、平安時代の私撰集『拾遺抄』にも「久かたの月の桂もをるばかり家の風をもふかせてしがな」という歌がある。月と桂（かつら）は古くから文学上でも結びつけられており、『万葉集』では「目には見て手には取らえぬ月の内の桂のごとき妹をいかにせむ」と詠まれている。
『伊勢物語』の中では、後に中宮となる藤原徳子と恋をした美男として知られる在原業平に比される主人公に対し、『万葉集』の歌を踏まえて、月の桂のように余人が触れてはならぬ人に通じた男という含みを持たせて「桂男の君のような」という表現を行って以来、日本文学において「桂男」は単に美男のことも指すようにもなった。

## 妖怪としての桂男

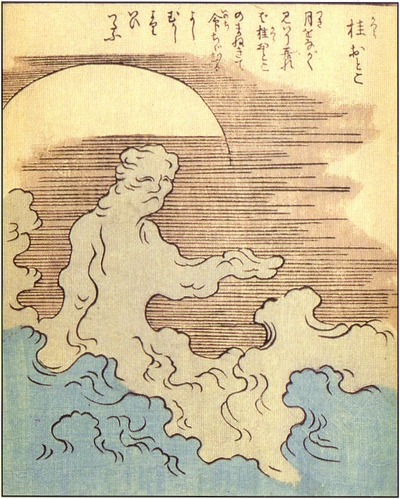
竹原春泉画『絵本百物語』より「桂男」

桂男は江戸時代の奇談集『絵本百物語』にも描かれており「月の中に隅あり。俗に桂男という。久しく見る時は、手を出して見る物を招く。招かるる者、命ちぢまるといい伝う。」などとあり、「見るたびに 延びぬ年こそうたてけり 人のいのちを月はかかねど」という歌があるとして紹介している。
和歌山県東牟婁郡下里村（現・那智勝浦町）に桂男と呼ばれる妖怪の伝承があったと記録されている。満月ではないときに月を長く見ていると、桂男に招かれて命を落とすことにもなりかねないという。
桂男は月の兎と同様に、もとはインドの説話が中国を経て伝わったものだともいわれるが、日本神話では月の神である月読が保食神を殺害したといわれることから、月の神に死のイメージが伴っている。桂男に招かれて寿命が縮まるという説は、そのような伝説・神話が重なって付与されたのではないかと考えられている。

## 備考
日本の忍者が用いたと伝えられた忍術にも「桂男の術」という術がある。平時より敵陣に自分たちの味方となる忍者を忍ばせて様々な活動をさせるものであり、敵陣にいる自軍の忍者を、月にいる桂男に例えて呼んだものである。

## 桂男にちなんだ作品
小説
- 京極夏彦『桂男』（西巷説百物語に収録）

テレビ番組
- 麒麟がくる 第41話「月にのぼる者」（正親町天皇が明智光秀に対し、織田信長をはじめとする武家の有力者たちの興亡を桂男になぞらえて語る）